# EICAR
EICAR (European Institute for Computer Antivirus Research) は、コンピュータウイルスの研究とアンチウイルスソフトウェアの開発促進を目的として1991年に設立された組織。最近ではコンピュータウイルス以外のマルウェアも研究範囲に含むようになり、無線LANやRFIDなどを含めたコンピュータセキュリティや情報セキュリティ全般も扱うようになっている。

## EICARテストファイル
EICARはEICARテストファイルでよく知られている。これは無害な実行可能な文字列であり、アンチウイルスソフトウェアの完全性を評価する目的で設計された。汎用性に富んでおり、EICARテスト文字列を含むファイルを圧縮し、その圧縮ファイルからその文字列をウイルスとして検出できるかなどといった評価も可能である。